# Krzysztof Ostrowski (politolog)
Krzysztof Marek Ostrowski (ur. 15 kwietnia 1940 w Warszawie, zm. 25 lutego 2022 tamże) – polski socjolog, politolog, doktor nauk humanistycznych. Pracownik naukowy Instytutu Filozofii i Socjologii PAN (1962–1977) i Instytutu Podstawowych Problemów Marksizmu i Leninizmu (1974–1978). Zastępca kierownika wydziału Komitetu Centralnego PZPR (1978–1981, 1989–1990) i pracownik Organizacji Narodów Zjednoczonych (1981–1987). W latach 1998–2019 prorektor Akademii Humanistycznej im. Aleksandra Gieysztora w Pułtusku.

## Życiorys
Absolwent VI Liceum Ogólnokształcącego im. Tadeusza Reytana w Warszawie (1957). W 1957 rozpoczął studia na filologii polskiej, a w 1958 równolegle na socjologii. Dyplom magistra filologii polskiej uzyskał w 1962 na Wydziale Filologicznym Uniwersytetu Warszawskiego (praca magisterska Polska poezja masońska, promotor Zdzisław Libera). Pracę doktorską pisaną pod kierunkiem Jerzego Wiatra pt. Rola związków zawodowych w polskim systemie politycznym obronił w 1968 w Instytucie Filozofii i Socjologii PAN. Praca ta została opublikowana przez Ossolineum w 1970 w serii prac Instytutu Filozofii i Socjologii PAN.
Główne sfery jego aktywności naukowej koncentrowały się wokół zagadnień struktury i funkcjonowania systemów politycznych, a także zagadnień socjologii polityki, teorii rozwoju społecznego i metodologii badań społecznych (w szczególności metodologicznych problemów korzystania z danych ilościowych w socjologii i naukach politycznych). Zrealizował szereg międzynarodowych badań porównawczych funkcjonowania władzy lokalnej w różnych systemach społeczno-politycznych, w ramach których współpracował z Jerzym Wiatrem, Adamem Przeworskim oraz Henrym Tuene. Autor i współautor badań i publikacji z zakresu tej problematyki.
Uwieńczeniem jego kariery akademickiej był okres 1995–2012, w którym współtworzył Wyższą Szkołę Humanistyczną w Pułtusku (obecnie Akademia im. Aleksandra Gieysztora w Pułtusku), gdzie pełnił funkcję prorektora ds. zagranicznych oraz dyrektora Centrum Studiów Epoki Napoleońskiej. W 2004 odegrał ważną rolę w stworzeniu Europejskiej Federacji Miast Napoleońskich i w 2007 zorganizował jej walne zgromadzenie w Pułtusku.
Należał do rodziny Nieczuja-Ostrowskich i badał jej genealogię. Mąż Antoniny Ostrowskiej, ojciec Igora Ostrowskiego. 7 marca 2022 został pochowany w grobie rodzinnym na cmentarzu Powązkowskim w Warszawie (kwatera Z, rząd 2, miejsce 5).

### Kariera zawodowa
W latach 1962–1977 pracował w Instytucie Filozofii i Socjologii PAN najpierw jako asystent, a później jako adiunkt w Pracowni Socjologii Stosunków Politycznych. Był także wykładowcą, pracownikiem i współpracownikiem innych instytucji naukowych, w tym Instytutu Studiów Politycznych PAN (do 1990) oraz Instytutu Nauk Politycznych Wydziału Dziennikarstwa i Nauk Politycznych Uniwersytetu Warszawskiego (od 1977 do 1981).
W latach 1965–1966 stypendysta Foreign Specialist Program w Departamencie Stanu USA, a w latach 1969–1970 wykładowca nauk politycznych w College of Literature, Science and the Arts, Department of Political Science, University of Michigan, Ann Arbor. W 1972 rozpoczął pracę jako kierownik Wydziału Nauki i Oświaty Komitetu Wojewódzkiego PZPR, a następnie od 1974 do 1978 pracował w Instytucie Podstawowych Problemów Marksizmu i Leninizmu (od 1 lipca 1974 zastępca dyrektora na etacie zastępcy kierownika wydziału Komitetu Centralnego PZPR). Od 1978 do 1981 był zastępcą kierownika Wydziału Zagranicznego Komitetu Centralnego PZPR oraz członkiem Rady Naukowej Polskiego Instytutu Spraw Międzynarodowych. 
W latach 1981–1987 pełnił funkcję Senior Political Affairs Officer w Departamencie ds. Politycznych i Rady Bezpieczeństwa w Sekretariacie Organizacji Narodów Zjednoczonych w Nowym Jorku. Był szefem Sekretariatu ONZ ds. Międzynarodowego Roku Pokoju (1986). Od 1989 do 1990 zastępca kierownika Wydziału Międzynarodowego KC PZPR.
W latach 1998–2019 prorektor ds. zagranicznych Wyższej Szkoły Humanistycznej w Pułtusku, dyrektor Ośrodka Studiów Epoki Napoleońskiej przy Wyższej Szkoły Humanistycznej.

### Działalność w organizacjach
Brał udział w realizacji projektów UNESCO w zakresie przetwarzania i analizy agregowanych danych społecznych. W latach 1964–1970 sekretarz generalny, a w latach 1970–1973 członek Zarządu Polskiego Towarzystwa Nauk Politycznych. Należał do Polskiej Zjednoczonej Partii Robotniczej (od 1970 do 1990). W latach 1975–1981 pełnił funkcję sekretarza i członka Prezydium Komitetu Nauk Politycznych Polskiej Akademii Nauk. Od 1987 do 1990 był sekretarzem Polskiej Rady Badań Pokoju oraz członkiem prezydium Komitetu Badań nad Pokojem przy Prezydium Polskiej Akademii Nauk. W latach 1990–1993 wiceprezes ds. badań Fundacji im. Kazimierza Kelles-Krauza. Członek Akademickiego Towarzystwa Edukacyjno-Naukowego „ATENA”. W 2003 objął stanowisko prezesa Zarządu Fundacji „Kamieniec-Finckenstein: Napoleon w Polsce i Europie Środkowej” z siedzibą w Pułtusku, mającej na celu m.in. zachowanie i upamiętnienie miejsc działania Napoleona Bonapartego w Polsce i Europie Środkowej.
Wchodził w skład komitetów naukowych Międzynarodowego Towarzystwa Socjologicznego (International Sociological Associtation, ISA) oraz Międzynarodowego Towarzystwa Nauk Politycznych (International Political Science Association, IPSA). Był sekretarzem, a w latach 2017–2022 przewodniczącym Research Committee 47 (Local-Global Relations) IPSA. Niezależnie od kariery naukowej był zaangażowany w projekty na rzecz pokoju (w tym w Organizacji Narodów Zjednoczonych) oraz pojednania między narodami (w tym pojednania polsko-żydowskiego). Aktywnie wspierał działalność Stowarzyszenia Byłych Mieszkańców Pułtuska w Izraelu. Dzięki jego staraniom powstał pomnik poświęcony pamięci Żydów z Pułtuska oraz pomnik na terenie dawnego cmentarza żydowskiego w Pułtusku, odsłonięty w 2012. W 2016 otrzymał odznaczenie „Chroniąc Pamięć” za zasługi dla ratowania dziedzictwa żydowskiego.

## Wybrane publikacje
- Przeworski A., Ostrowski K., A Preliminary Inquiry into The Nature of Social Change: the Case of the Polish Countryside, „International Journal of Comparative Sociology”, 8 (1), 1967, s. 26–43, DOI: 10.1163/156854267X00042 [dostęp 2022-04-17] (ang.).
- International Studies of Values in Politics (Project), Values and the active community; a cross-national study of the influence of local leadership. New York: Free Press, 1971, ISBN 978-0-02-915920-0, OCLC 160711 [dostęp 2022-04-17] (ang.).
- Teune H., Ostrowski K., Political Systems as Residual Variables: Explaining Differences Within Systems, „Comparative Political Studies”, 6 (1), 1973, s. 3–21, DOI: 10.1177/001041407300600101 [dostęp 2022-04-17] (ang.).
- Ostrowski K., The Decline of Power and Its Effects on Democratization: The Case of the Polish United Workers Party, Routledge, 1990, DOI: 10.4324/9780429045875-3/decline-power-effects-democratization-case-polish-united-workers-party-krzysztof-ostrowski, ISBN 978-0-429-04587-5 [dostęp 2022-04-17]. (ang.)
- Ostrowski K., Political Party Formation in Central Europe, 1989-93, „The Annals of the American Academy of Political and Social Science”, 540 (1), 1995, s. 77–89, DOI: 10.1177/0002716295540000007 [dostęp 2022-04-17] (ang.).
- Nieuważny A., Ostrowski K., Majewski L., Stępień T., 200 dni Napoleona, Od Pułtuska do Tylży 1806–1807. Warszawa: Rzeczpospolita SA, 2008. ISBN 978-83-60192-34-4. [dostęp 2022-04-17] (pl.).